# Station Eindhoven Strijp-S
Station Eindhoven Strijp-S (tot 13 december 2015 Eindhoven Beukenlaan) is een spoorwegstation in Eindhoven op het traject Boxtel - Eindhoven en wordt bediend door sprinters vanuit Eindhoven Centraal in de richtingen 's-Hertogenbosch en Tilburg. In zuidelijke richting rijden de treinen naar Weert en Deurne. Het station werd geopend op 23 september 1971. Het voormalige stationshuisje is een zeshoekig gebouw, een zogenaamd sextant. Het gebouwtje was tussen 2018 en 2022 in gebruik als lunchroom / snackbar. Het station zelf is onbemand en ligt ten noorden van de Rondweg (deel Marconilaan / Beukenlaan), op de grens van Woensel en Strijp, naast Strijp-S met het Klokgebouw.
Sinds de treindienstregeling 2016 heeft het station de naam Eindhoven Strijp-S, in plaats van Eindhoven Beukenlaan. Het bijzondere aan deze naam is dat het een koppelteken bevat, terwijl deze normaal is gereserveerd voor stations met twee plaatsnamen.
ProRail en de gemeente Eindhoven hebben ingestemd met een grondige verbouwing van het station met onder andere een ondergrondse passage. Het station krijgt dan ook een lift en wordt toegankelijk voor mindervaliden. Hoewel er nog geen concrete datum bekend is, heeft ProRail in ieder geval aangegeven dat de verbouwing vóór 2030 gereed zal zijn, vanwege haar opdracht om voor 2030 alle stations in Nederland toegankelijk te maken voor alle reizigers.

## Treinverbindingen
De volgende treinseries halteren in de dienstregeling 2025 te Eindhoven Strijp-S:
| Serie | Treinsoort    | Route                                                                               | Bijzonderheden |
| ----- | ------------- | ----------------------------------------------------------------------------------- | --- |
| 4400  | Sprinter (NS) | Oss – 's-Hertogenbosch – Eindhoven Strijp-S – Eindhoven Centraal – Helmond – Deurne | Rijdt in de ochtendspits van maandag t/m donderdag twee ritten van/naar Oss, waarbij richting Oss non-stop wordt gereden tussen 's-Hertogenbosch en Oss. |
| 6400  | Sprinter (NS) | Tilburg Universiteit – Tilburg – Eindhoven Strijp-S – Eindhoven Centraal – (Weert)  | Rijdt tussen 20:00 en 22:00 uur en op zondag 1x/uur tussen Eindhoven Centraal en Weert. Rijdt na 22:00 uur 1x/uur op het hele traject.                   |

In de avond rijden sommige sprinters richting Weert (6400-serie) niet verder dan Eindhoven Centraal. Dit geldt ook voor de laatste twee sprinters richting Deurne (4400-serie).

## Voor- en natransport
Bij het station zijn fietskluizen en onbewaakte fietsenstallingen aanwezig. Verder is er parkeergelegenheid voor auto's. Er stoppen geen lijnbussen bij het station. De dichtstbijzijnde bushalte is Eindhoven Strijp-S, waar de Bravodirect lijnen 401 (Eindhoven Centraal - Meerhoven - Eindhoven Airport), 402 (Eindhoven Centraal - Veldhoven Zonderwijk) en 403 (Eindhoven Centraal - Veldhoven - Oerle Zuid) stoppen.

## Ontwikkeling aantal reizigers
Het aantal door NS vervoerde reizigers (per gemiddelde werkdag) ontwikkelde zich sedert 2019 als volgt:
| Jaar | Aantal reizigers |
| ---- | ---------------- |
| 2019 | 3.613            |
| 2020 | 1.746            |
| 2021 | 2.103            |
| 2022 | 3.207            |
| 2023 | 3.887            |
| 2024 | 3.811            |

## Afbeeldingen

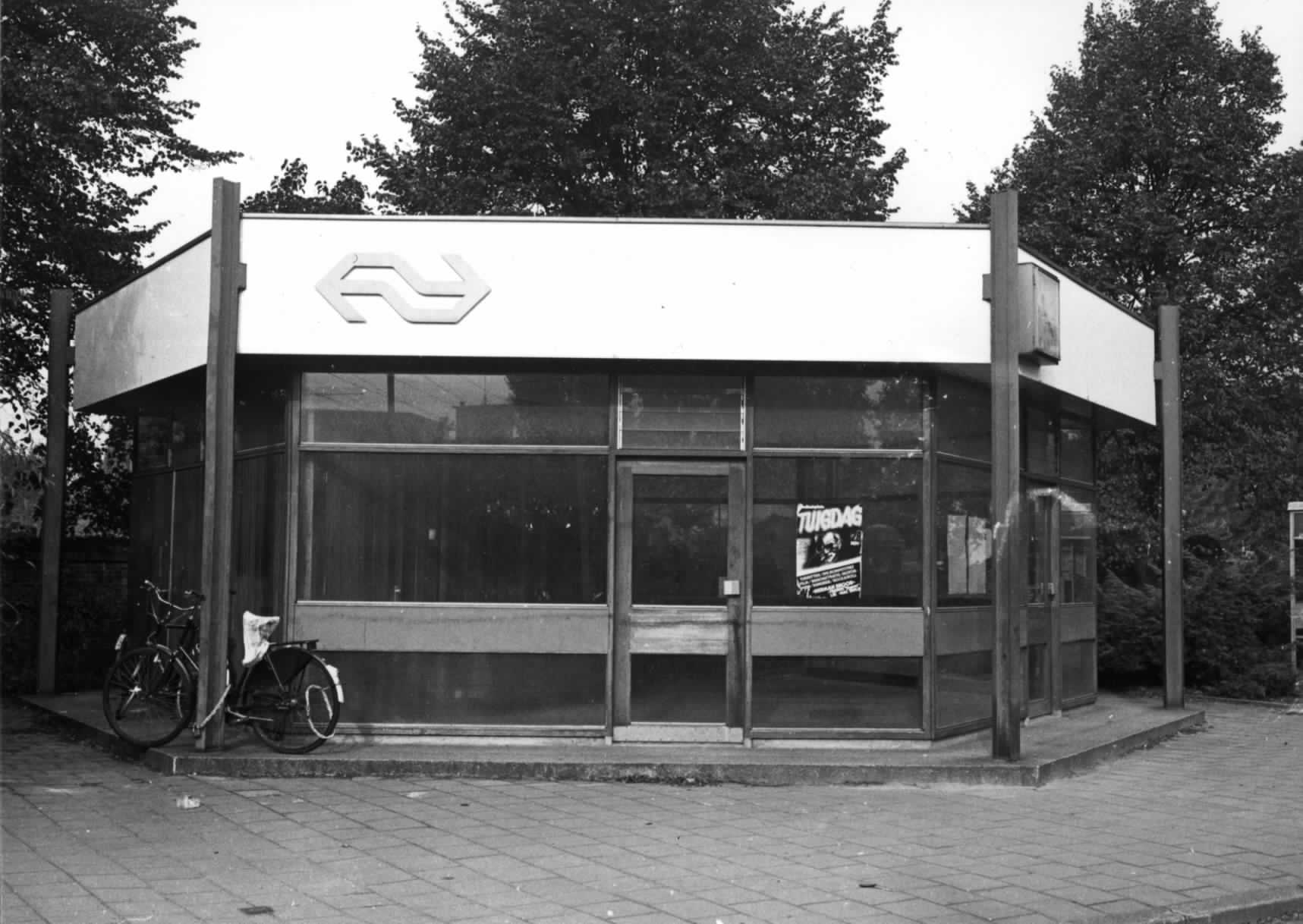
Sextant op het station
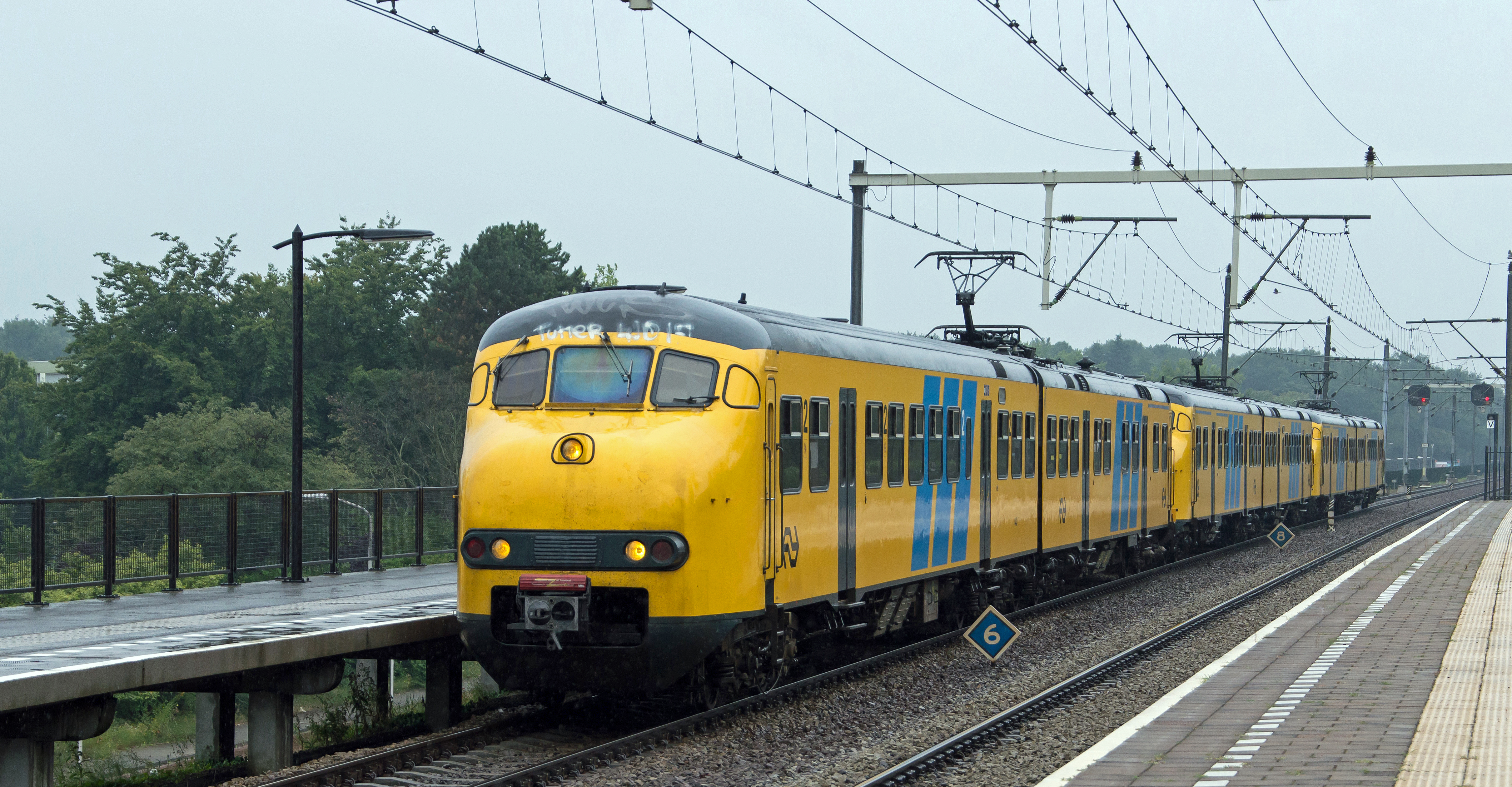
Plan V op het station
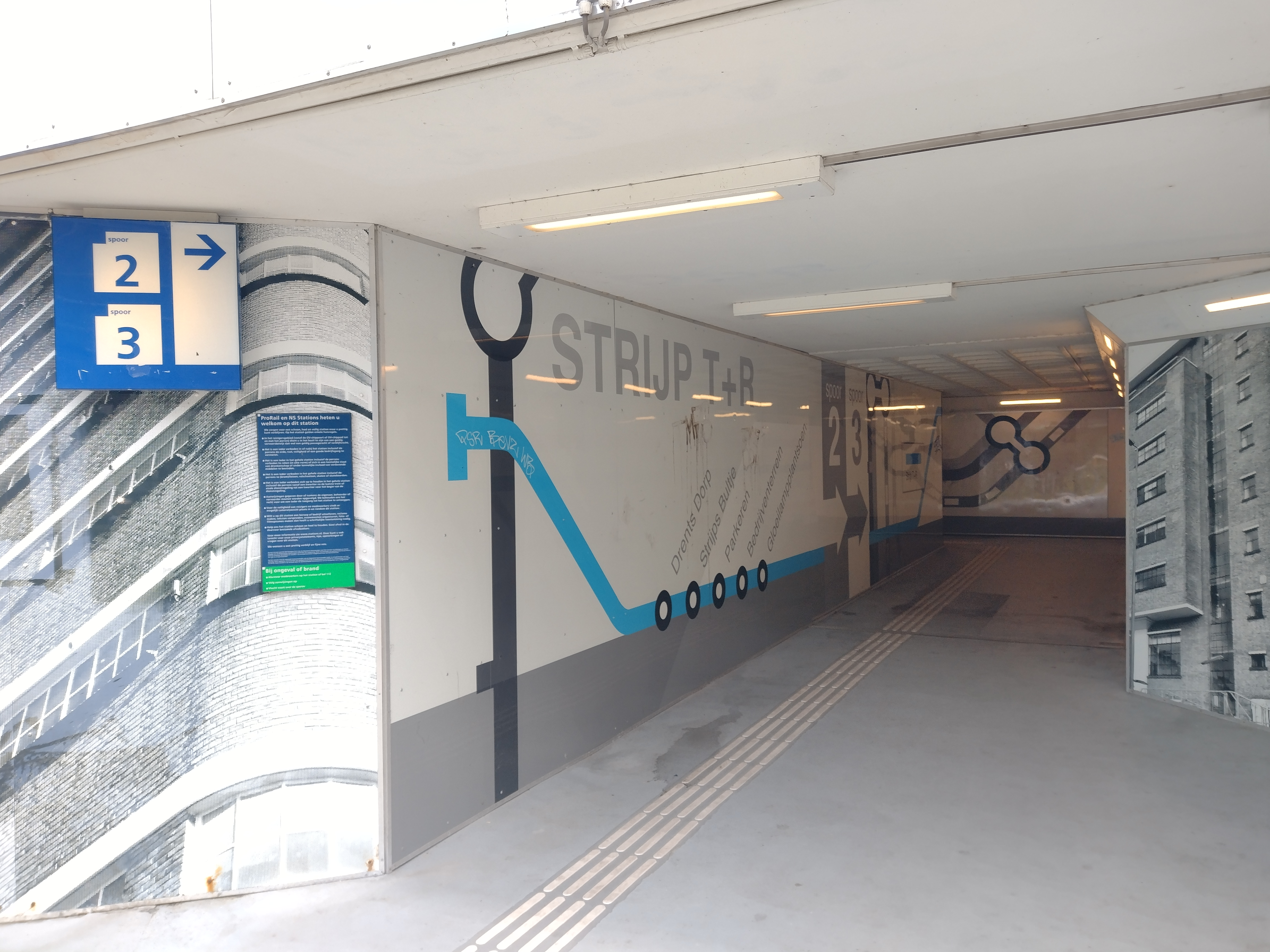
Tunnel naar spoor 2 en 3
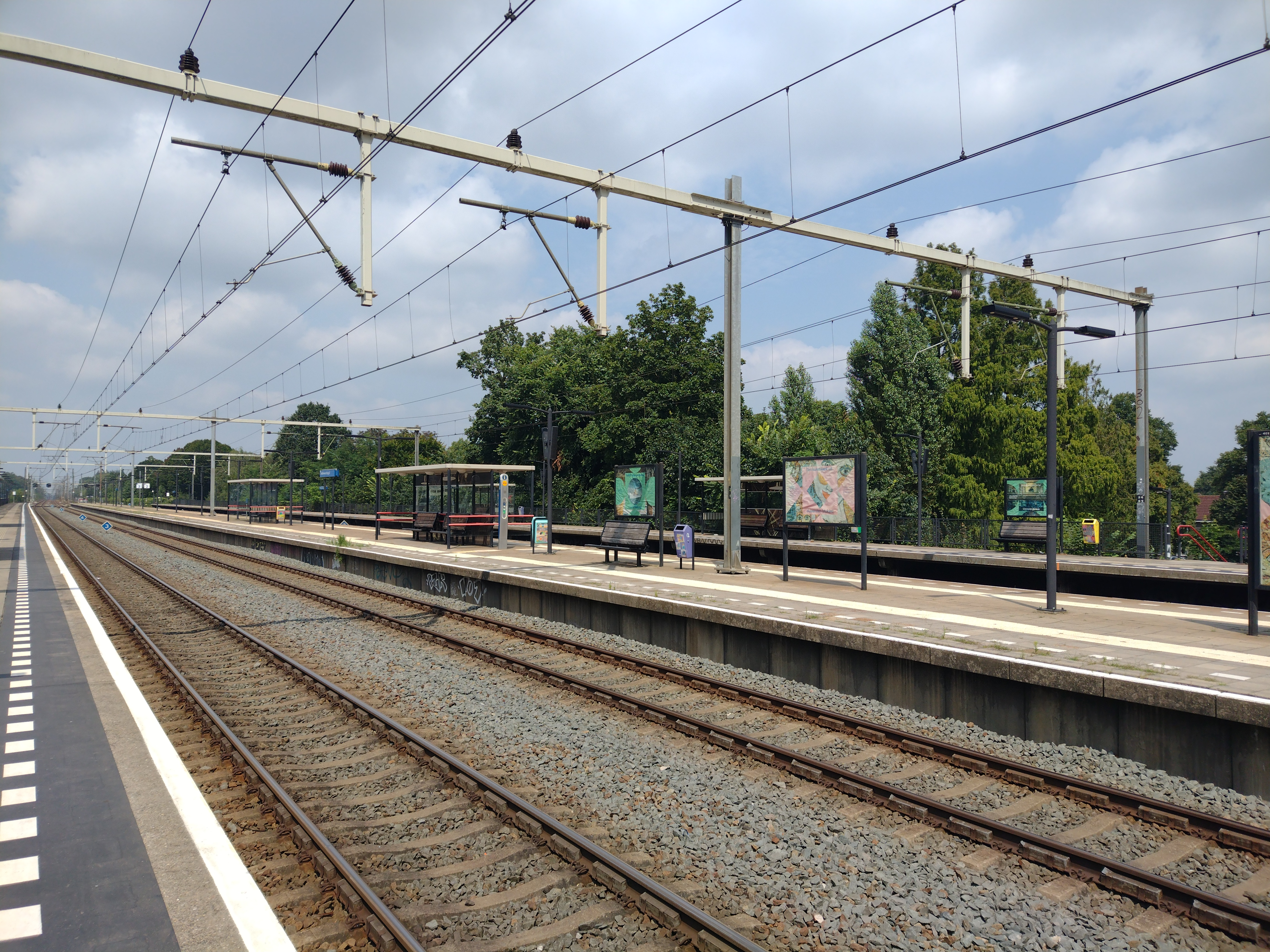
De perrons
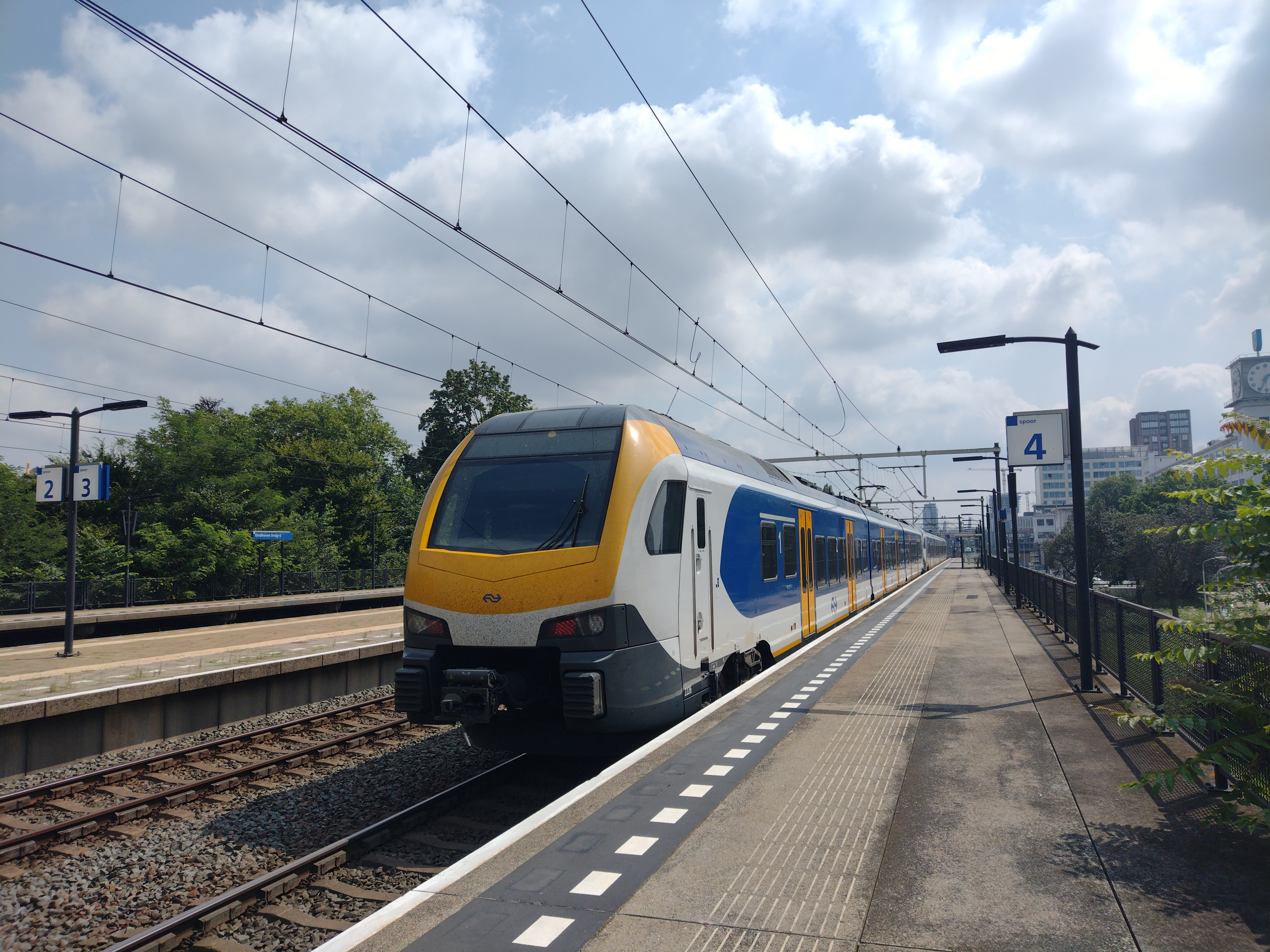
NS FLIRT op het station

Bergen op Zoom · 
Best · 
Boxmeer · 
Boxtel · 
Breda · 
-Prinsenbeek · 
Cuijk · 
Deurne · 
Eindhoven:
-Centraal · 
-Stadion · 
-Strijp-S ·
Etten-Leur · 
Geldrop · 
Gilze-Rijen · 
Heeze · 
Helmond · 
-Brandevoort ·
-Brouwhuis · 
-'t Hout · 
's-Hertogenbosch · 
-Oost · 
Lage Zwaluwe · 
Maarheeze · 
Oisterwijk · 
Oss ·
-West · 
Oudenbosch · 
Ravenstein · 
Roosendaal · 
Rosmalen · 
Tilburg · 
-Reeshof · 
-Universiteit · 
Vierlingsbeek · 
Vught · 
Zevenbergen
Voormalige stations: zie de lijst van voormalige spoorwegstations in Noord-Brabant